# Faro de Cabo Espichel
El Faro de Cabo Espichel (en portugués: Farol do Cabo Espichel) es un faro situado en el Cabo Espichel, en la fregresía de Castelo, municipio de Sesimbra, Distrito de Setúbal, Portugal, junto al Santuario de Nuestra Señora del Cabo Espichel. Entró en funcionamiento en 1790, lo que le hace ser uno de los más antiguos de Portugal.

## Historia
El origen del faro está ligado al del cercano Santuario de Nuestra Señora del Cabo Espichel en 1430, donde había un pequeño faro para señalizar el cabo.
El faro moderno fue mandado edificar por orden del Marqués de Pombal fechada el 1 de febrero de 1758, entrando en funcionamiento en 1790. La primera descripción de las características del faro datan de 1865. En ese año estaba equipado con 17 lámparas de Argand y reflectores parabólicos, que daban una luz fija y blanca, distribuidos de tal manera que iluminaban un sector de 260º. Tenía un alcance de 13 millas náuticas.
En 1886 fue instalada una nueva linterna, con un aparato óptico de primer orden y 920 mm de distancia focal, iluminado con una lámpara de vapor de petróleo, y equipado con un mecanismo de relojería para producir una característica de cuatro destellos. Asimismo fue instalada una señal sonora.
En 1947 le fue cambiada la óptica a la actual aeromarítima de cuarto orden y 300 mm de distancia focal. También fue equipado con un radiofaro que dejó de prestar servicio en 2001. Fue electrificado en 1980 y automatizado 1989.

## Características
El faro emite un destello de luz blanca de 0,3 s de duración en un ciclo total de 4 s. Tiene un alcance nominal nocturno de 26 millas náuticas.

## Galería de imágenes

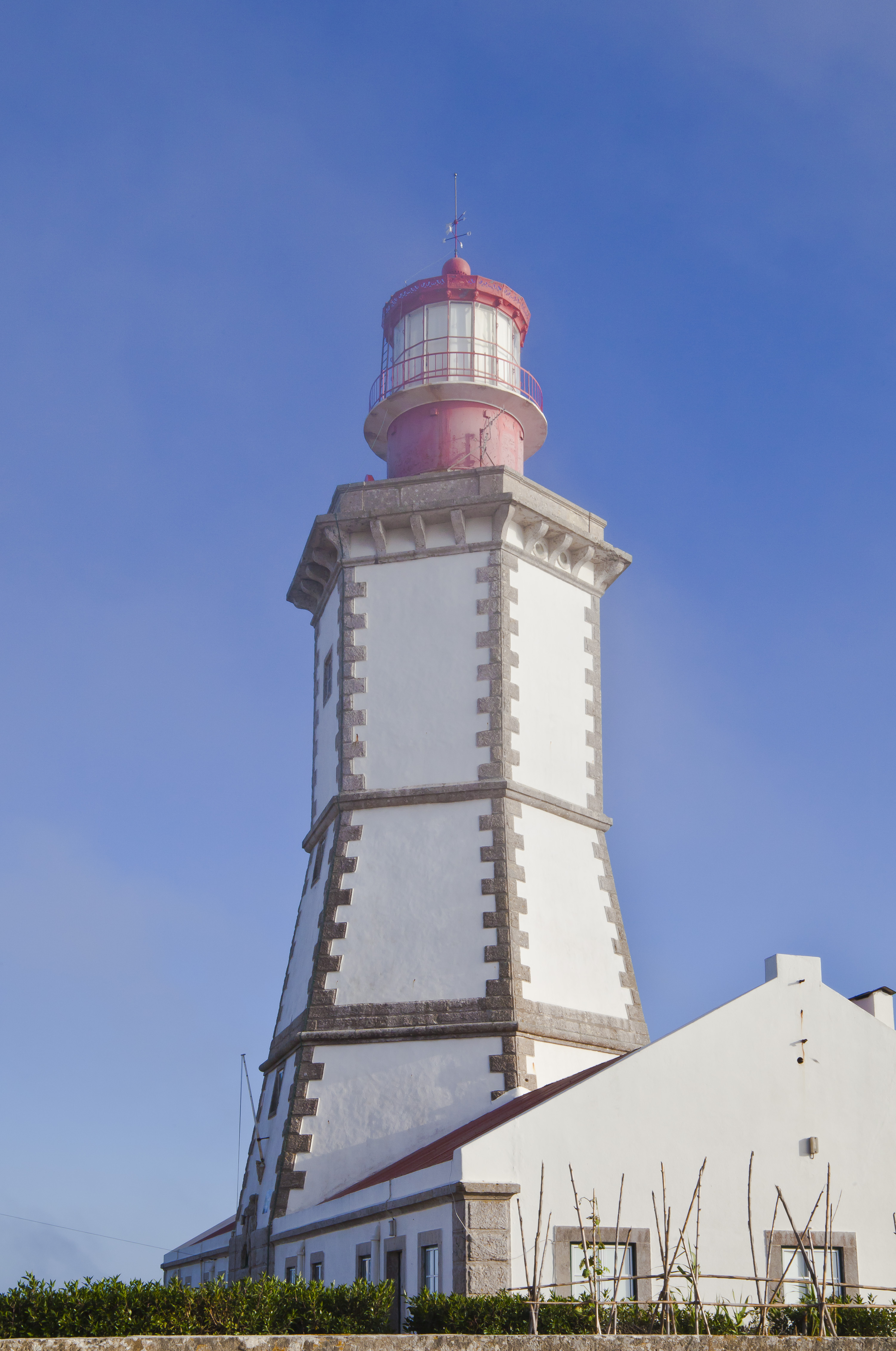
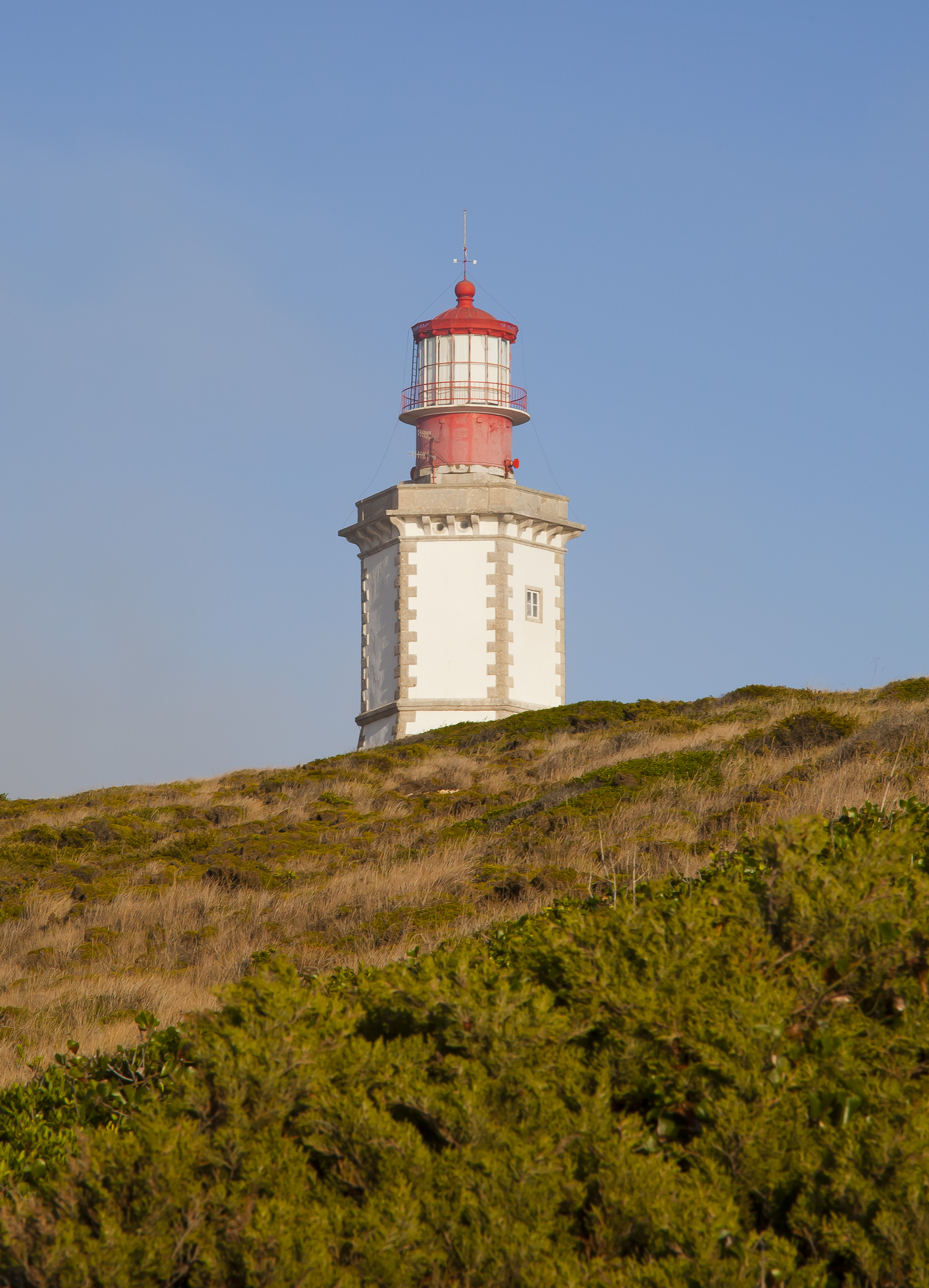
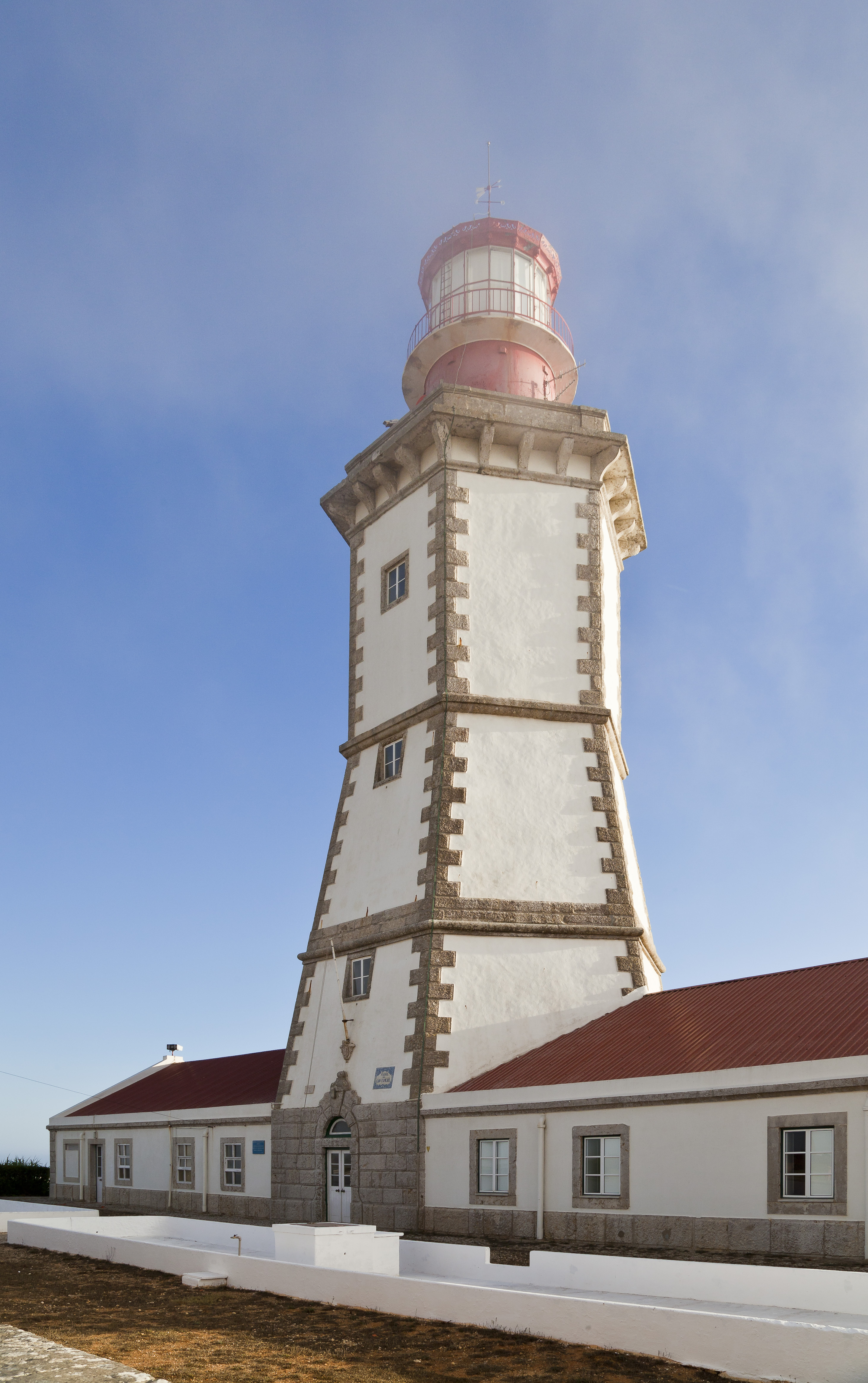
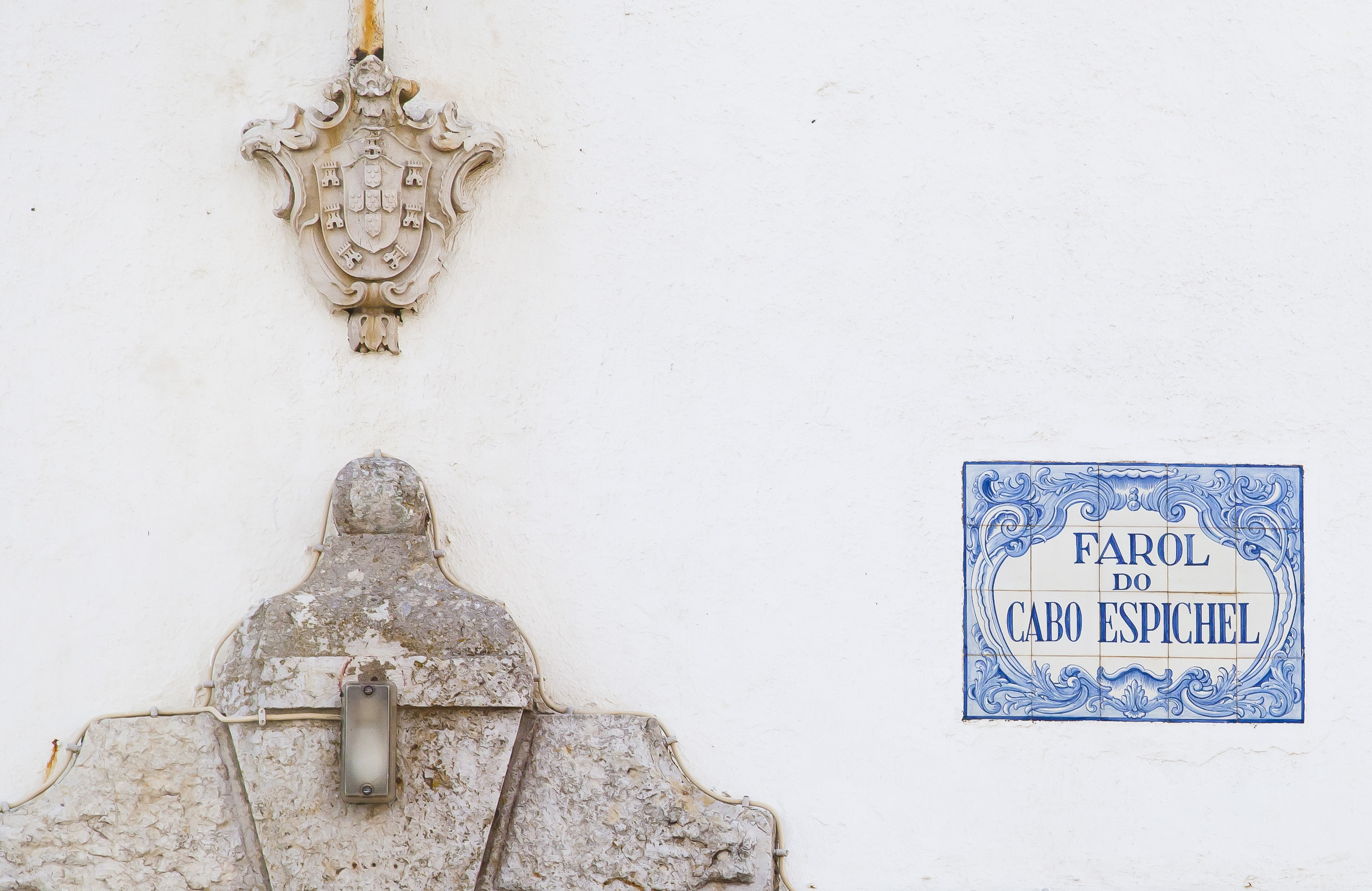
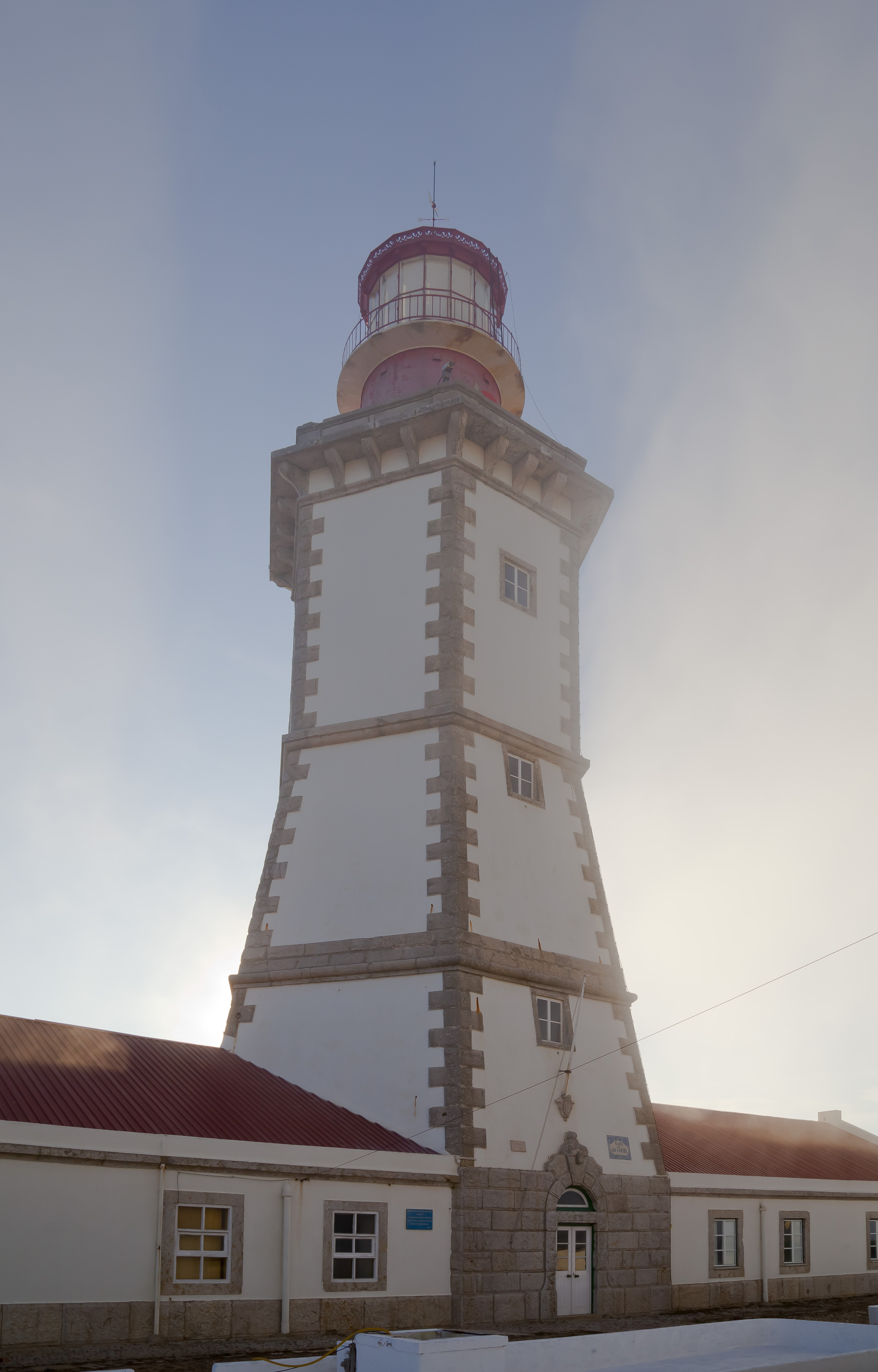